# استایلومتری
استایلومتری (به انگلیسی: Stylometry) یا سبک‌سنجی استفاده از سبک‌شناسی، معمولاً به زبان نوشتاری است، اما به‌طور موفقیت‌آمیزی به موسیقی و نقاشی نیز اعمال شده‌است. دیگر تعریف آن رشته زبان‌شناسی است که از تحلیل آماری ادبیات برای ارزشیابی سبک نویسنده بر اساس معیارهای کمی گوناگون استفاده می‌کند. استایلومتری غالباً برای منتسب کردن متونی که نویسنده‌شان مشخص نیست یا محل مناقشه است به نویسندگان مورد استفاده قرار می‌گیرد. استفاده‌های قانونی و نیز دانشگاهی و ادبی دارد، که گستره ای از تعیین نویسنده آثار شیکسپیر تا زبان‌شناسی حقوقی را در بر می‌گیرد.